# Cabo Almi
José Almi Pereira Moura (Jardim Olinda, 17 de diciembre de 1962 - Campo Grande, 24 de mayo de 2021), conocido como Cabo Almi, fue un militar y político brasileño. Fue diputado estadual de Mato Grosso do Sul por el Partido de los Trabajadores (PT).

## Biografía
Nacido en Jardim Olinda, José Almi Pereira Moura se mudó a Mato Grosso do Sul cuando aún era un niño radicarse en el distrito de Lagoa Bonita, en Deodápolis. En 1982 se traslada a Campo Grande. Trabajó como conductor de autobús, empacador y promotor de ventas para industria alimentaria y también egresado de torno mecánico del Servicio Nacional de Aprendizaje Industrial (SENAI). En 1988, fue ascendido por la Policía Militar de Mato Grosso do Sul (PMMS)

## carrera política
Su vida pública comenzó y se desarrolló a lo largo de su vida en la militancia del Partido de los Trabajadores (PT).

## Muerte
Murió en Campo Grande, capital del estado de Mato Grosso do Sul, el 24 de mayo de 2021, a la edad de 58 años, como consecuencia de las complicaciones del COVID-19. El gobernador del estado, Reinaldo Azambuja (PSDB) decretó tres días de luto por su muerte.
Su muerte fue lamentada en una nota de la presidenta del Partido de los Trabajadores, Gleisi Hoffmann.